# Turks and Caicos Islands House of Assembly

Wappen der Turks- und Caicosinseln.

Das Turks and Caicos Islands House of Assembly ist das Abgeordnetenhaus des britischen Überseegebietes Turks- und Caicosinseln auf den Westindischen Inseln.
Das House of Assembly besteht aus 21 Mitgliedern, und zwar 15 gewählte Mitglieder, ein von der Regierung ernanntes Mitglied, ein von der Opposition ernanntes Mitglied, zwei vom Gouverneur ernanntee Mitglieder. Der Generalstaatsanwalt (Attorney General) und der Sprecher des Abgeordnetenhauses (Steapker of the House of Assembly), das House of Assembly leitet, sind von Amts wegen Mitglieder des Abgeordnetenhauses.

## Geschichte des House of Assembly und Wahlen

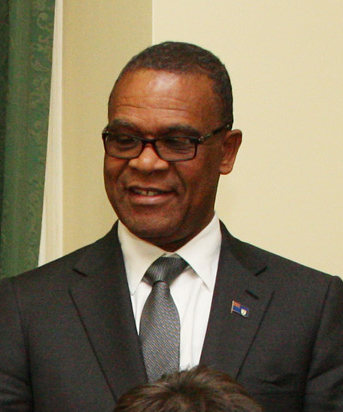
Washington Misick war von 1991 bis 1995 Chief Minister und ist seit 2021 Premier.

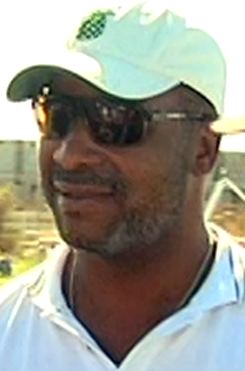
Michael Misick war zwischen 2003 und 2006 Chief Minister sowie daraufhin von 2006 bis 2009 erster Premier.

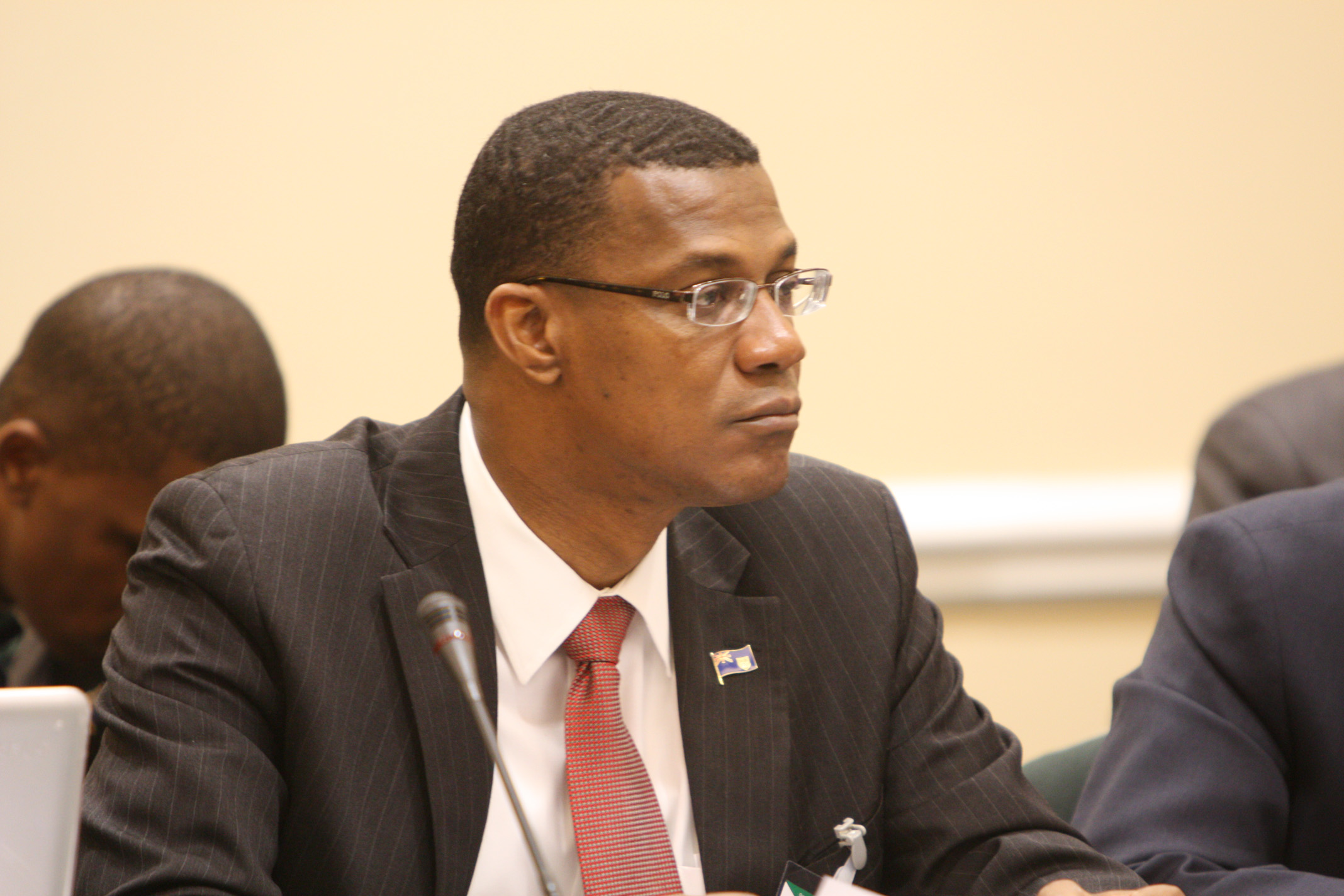
Rufus Ewing war zwischen 2012 und 2016 Premier.

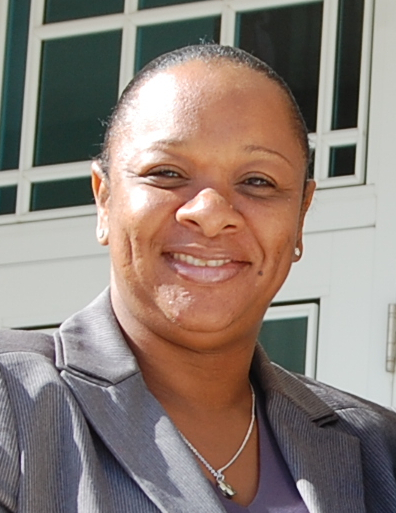
Sharlene Cartwright-Robinson war von 2016 bis 2021 als erste und bislang einzige Frau Premier.

Die ersten aufgezeichneten Wahlen auf den Turks- und Caicosinseln fanden 1797 statt, als Oberst Alexander Murray, der Agent von König Georg III., dem Antrag der bermudianischen Siedler auf Wahl eines Repräsentantengremiums mit einer Amtszeit von 12 Monaten zustimmte. Die Siedler wiesen auf die Schwierigkeit hin, Entscheidungen von Nassau in New Providence, der Hauptstadt und Regierungssitz der Bahamas und der Turks- und Caicosinseln, zu erhalten. Dieser Schritt führte zur Einrichtung eines Versammlungsausschusses (Board of Assembly) mit der Wahl von sieben Vertretern, die befugt waren, Beschlüsse mit einer Gültigkeitsdauer von einem Jahr zu verabschieden und zu verabschieden. Diese Wahlen fanden neun Jahre lang jährlich statt, bis sie im Jahr 1805 angeblich durch einen Ratsbeschluss und durch die gesetzgebende Versammlung der Bahamas (Bahamas Legislative) am 29. April 1804 ausgesetzt wurden. Dies führte dazu, dass auf den Turks- und Caicosinseln in der Zeit von 1805 bis 1849 keine Vertreter gewählt wurden. Am 25. Dezember 1848 gewährte Königin Victoria die Trennung von den Bahamas und führte das Präsidentschaftssystem ein, nachdem die Inseln eine eigene britische Kolonie wurde. 1849 fanden Wahlen nach diesem neuen System statt, um vier Sitze in der neuen Legislative zu besetzen. Es gab nur etwa 250 Siedler, die wahlberechtigt waren. Zugleich gab es auch zwei bis vier von der britischen Krone nominierte Mitglied der Legislative. 1873 wurden die Wahlen erneut abgeschafft, nachdem die Inseln Teil der Kolonie Jamaika wurden.
Im Rahmen einer neuen Verfassung wurden die Turks- und Caicosinseln abermals selbst Kolonie, woraufhin im Juli 1959 abermals Wahlen abgehalten, die allen erwachsenen britischen Untertanen, die länger als zwölf Monate auf den Inseln lebten, das Wahlrecht einräumten. Allerdings waren die Inseln Teil der Westindischen Föderation. Erst als Jamaika 1962 seine Unabhängigkeit erlangt hatte, wurde im August 1962 eine neue Verfassung eingeführt. Im September 1962 fanden zum ersten Mal Neuwahlen in geheimer Abstimmung auf der Grundlage des allgemeinen Wahlrechts für Erwachsene statt und es wurde eine neue Legislative mit einer Mehrheit per Wahlen bestimmter Mitglieder und einer Amtszeit von drei statt fünf Jahren gewählt. 1965 fanden Wahlen statt und die Verfassung wurde dahingehend geändert, dass der Gouverneur der Bahamas aufgrund dieses Dokuments auch der Gouverneur der Turks- und Caicosinseln sein sollte. Außerdem befand sich ebenfalls auf den Bahamas das zuständige Berufungsgericht (Court of Appeal). Wahlen fanden 1968 und 1969 im Rahmen einer neuen Verfassung statt. Die Legislative wurde in Staatsrat (State Council) umbenannt und umfasste die Exekutive (ein Beratungsgremium) und den Legislativrat (Legislative Council).
Bei den Wahlen von 1972 trat zum ersten Mal ein Kandidat der ersten politischen Partei (der Labour Party) an und gewann einen Sitz im Staatsrat. 1973 erlangten die Bahamas ihre Unabhängigkeit und auf den Turks- und Caicosinseln wurde ein eigener Gouverneur ernannt. 1973 wurde eine Verfassungskommission (Constitutional Commission) mit der Überprüfung des Staatsrates beauftragt. 1976 fanden Wahlen statt, die das ministerielle Regierungssystem und eine vierjährige Mitgliedschaft im Legislativrat und einen Exekutivrat (Executive Council) einführten, dem der Chief Minister und drei weitere Minister, der Gouverneur oder Präsident, der Chefsekretär (Chief Secretary), der Generalstaatsanwalt und der Finanzsekretär (Financial Secretary) als offizielle Mitglieder angehörten. Das Parlament der Turks- und Caicosinseln entstand aus der Beziehung, die zwischen den Inseln als Abhängigkeit der Kronkolonie des Vereinigten Königreichs und der Verwaltung der Inselangelegenheiten durch Jamaika und die Bahamas bestand. Die ersten Parlamentswahlen fanden im September 1976 im Rahmen eines Parteiensystems statt. Die Wahlen von 1976 wurden nach den Grundsätzen der politischen Partei People’s Democratic Movement (PDM) und Progressive National Organization (PNO), die später in Progressive National Party (PNP) umbenannt wurde, ausgetragen. Die PDM bildete 1976 die Regierung mit James Alexander George Smith McCartney als Chief Minister.
Bei den Wahlen 1980 wurde die Frage der Unabhängigkeit thematisiert. In diesem Jahr erfolgte die Regierungbildete durch die PNP, die bei den Parlamentswahlen 1984 wiedergewählt wurde. Am 4. Juli 1986 wurde der Bericht einer Untersuchungskommission zur Untersuchung von Beweisen für Brandstiftung, Korruption und Misswirtschaft auf den Turks- und Caicosinseln vorgelegt. Zuvor wurden im März 1985 in Miami Chief Minister Norman Saunders, der Minister für Entwicklung und Handel und der Parlamentarische Sekretär wegen Drogendelikten verhaftet und verurteilt. Eine vorläufige Verfassungsverordnung (Interim Constitution Order) trat am 24. Juli 1986 für einen Zeitraum von zwei Jahren in Kraft, sofern sie nicht früher aufrechterhalten oder widerrufen wurde. Am 15. September 1986 wurde eine Verfassungskommission (Constitutional Commission) eingesetzt, die die Verfassung von Turks- und Caicosinseln von 1976 überprüfen und Empfehlungen aussprechen sollte, wobei sie die verschiedenen Ereignisse der letzten Jahre berücksichtigte.
Die Wahlen fanden am 3. März 1988 statt, wobei die PDM 11 der 13 Sitze im erweiterten Legislativrat wie von der Verfassungskommission empfohlen von einem Rat aus einem Wahlkreis mit mehreren Mitgliedern gewann. 1991 fanden Wahlen statt, bei denen die PNP die Regierung übernahm. Zwischen 1991 und 1995 wurde die Verfassung dahingehend geändert, dass ein Regierungsminister die Portfolioverantwortung für Finanzen übernehmen konnte. Die Wahlen 1995, 1999 und 2003 wurden von der PDM gewonnen. Durch einen Gerichtsbeschluss aus dem Jahr 2003 wurden jedoch in den Wahlkreisen South Caicos, North und Five Cays und Providenciales Nachwahlen (By-elections) angeordnet. Die PNP gewann die Nachwahlen und übernahm im August 2003 die Regierung. Die neue Verfassung trat am 7. August 2006 in Kraft, wobei die Amtsbezeichnung des Chief Ministers von Chief Minister in Premier geändert wurde. Außerdem wurden Bestimmungen für einen stellvertretenden Gouverneur und vier ernannte Mitglieder getroffen. Der Name des Repräsentantenhauses wurde ebenfalls von „Legislative Council“ in „House of Assembly“ und „Executive Council“ in „Cabinet“ geändert, wobei ernannte Mitglieder für die Besetzung von Ministerämtern mit Ausnahme des Finanzministers und fünfzehn gewählter Mitglieder qualifiziert waren. Am 9. Februar 2007 fanden Wahlen statt, bei denen die PNP die Regierung übernahm und 13 der 15 Sitze gewann. Zum ersten Mal erhielt ein ernanntes Mitglied den Posten des Bildungsministers.
2009 wurde das House of Assembly aufgelöst und eine Übergangsregierung übernahm die Führungsrolle für die Turks- und Caicosinseln. Anstelle der parlamentarischen Vertretung wurden ein Beirat (Advisory Council) und ein Konsultationsforum (Consultative Forum) eingerichtet. Am 9. November 2012 fanden nach der Einführung der Verfassungsverordnung von 2011 (Constitution Order of 2011) Parlamentswahlen statt. Die Progressive National Party war bei dieser Wahl erfolgreich, indem sie acht Sitze gewann, während die People’s Democratic Movement insgesamt sieben Sitze gewann. Am 15. Dezember 2016 wurden Wahlen anberaumt. Die Volksdemokratische Bewegung ging als Siegerin hervor und gewann zehn der fünfzehn Sitze, sodass eine neue Regierung gebildet wurde. 2018 beschloss zum ersten Mal in der Geschichte des Parlaments ein Abgeordneter, die PDM zu verlassen und ein unabhängiges, parteiloses Mitglied im House of Assembly zu werden. Auf den Turks- und Caicosinseln erfolgt eine kontinuierliche Registrierung der Wähler, wobei der 30. November eines jeden Jahres als Stichtag gilt.

## Mitglieder des House of Assembly

### Zusammensetzung
Bei den Parlamentswahlen vom 19. Februar 2021 erhielt die Progressive National Party 56,2 Prozent der Stimmen und damit 14 von 15 gewählten Sitzen, während die People’s Democratic Movement 39,9 Prozent und einen Sitz bekam. Mit den vier ernannten und den zwei Mitgliedern von Amts wegen beträgt die Gesamtzahl der Parlamentsmitglieder somit 21. Dem derzeitigen Parlament gehören folgende Mitglieder an:
| Name                                                                   | Wahlkreis                      | Funktion |
| ---------------------------------------------------------------------- | ------------------------------ | --- |
| Gordon Burton                                                          |                                | Parlamentssprecher (Speaker of the House)                                                                                   |
| John Jamael Malcolm                                                    | South Caicos                   | Stellvertretender Parlamentssprecher (Deputy Speaker)                                                                       |
| Charles Washington Misick, OBE                                         |                                | Premier |
| Erwin Jay Saunders                                                     |                                | Stellvertretender Premier, Minister für Finanzen, Investitionen und Handel                                                  |
| Regierungsfraktion der Progressive National Party (Government Members) |                                | |
| Josephine Olivia Conolly                                               |                                | Ministerin für Tourismus, Umwelt, Schifffahrt, Kultur, Kulturerbe und religiöse Angelegenheiten                             |
| Otis Chuck Morris                                                      |                                | Minister für Inneres, Verkehr, Rundfunk, Energie und Versorgung sowie Kommission für Telekommunikation                      |
| Arlington Alexander Musgrove                                           |                                | Minister für Einwanderung und Grenzdienste, Zoll, Katastrophenmanagement, Hafenbehörde, Zivilluftfahrt und Flughafenbehörde |
| Rachel Marshall Taylor                                                 |                                | Ministerin für Bildung, Arbeit, Beschäftigung und Kundenservice                                                             |
| Jamel Rayan Robinson                                                   |                                | Minister für Raumplanung und Infrastrukturentwicklung                                                                       |
| Shaun David Malcolm                                                    |                                | Minister für Gesundheit und menschliche Dienste                                                                             |
| Akierra Mary Deanne Missick                                            | Leeward & Long Bay             | |
| Samuel Ernest Been                                                     | Cheshire Hall & Richmond Hills | |
| Matthew Timothy Stubbs                                                 | The Bight                      | |
| Randy Dexter Howell                                                    | Blue Hills                     | |
| Kyle Knowles                                                           | Wheeland                       | |
| Opposition (Opposition Members)                                        |                                | |
| Edwin Andre Astwood                                                    |                                | Oppositionsführer (Leader of the Opposition)                                                                                |
| Ernannte Mitglieder (Appointed Members)                                |                                | |
| Jameka L. Williams                                                     |                                | Von der Regierung ernannt (Government’s Appointed Member)                                                                   |
| Alvin Garland                                                          |                                | Von der Opposition ernannt (Opposition’s Appointed Member)                                                                  |
| Harold Charles                                                         |                                | Vom Gouverneur ernannt (Governor’s Appointed Member)                                                                        |
| Willin A. Belliard                                                     |                                | Vom Gouverneur ernannt (Governor’s Appointed Member)                                                                        |
| Generalstaatsanwältin (Attorney General)                               |                                | |
| Rhondalee M. Braithwaite-Knowles, OBE, KC                              |                                | Generalstaatsanwältin (Attorney General)                                                                                    |

### Liste der ehemaligen Abgeordneten (1976 bis 2020)
- Turks and Caicos Islands: House of Assembly Parliamentary Terms 1976–2020. In: Homepage des House of Assembly. Abgerufen am 16. Juli 2023 (englisch).

### Frühere Parlamentssprecher
Das Amt des Parlamentssprecher (Speaker of the House) bekleideten bislang:
| Name                                | Beginn der Amtszeit | Ende der Amtszeit |
| ----------------------------------- | ------------------- | ----------------- |
| William H. Mills                    | 1980                | 1987              |
| William H. Mills (2. Amtszeit)      | 1988                | 1990              |
| Larry Allan Coalbrooke              | 1988                | 1990              |
| Rosita Beatrice Missick Butterfield | 1991                | 1993              |
| Austin Alexander Robinson           | 1994                | 1994              |
| Winston Rudith Outten               | 1995                | 1998              |
| Emily Augusta Saunders              | 1998                | 1999              |
| Felix O’Neal Delancy                | 2000                | 2002              |
| Glennevans Clifton Clarke           | 2003                | 2007              |
| Clayton S. Green                    | 2007                | 2009              |
| Robert Stephenson Hall              | 2012                | 2016              |
| Dwayne S. Taylor                    | 2016                | 2020              |

Das Amt des stellvertretenden Sprechers (Deputy Speakers of the House) bekleideten bislang:
- Derek Hugh Taylor
- Dwayne S. Taylor
- Albert Alexander Grant
- Albray Victor Butterfield Sr.

### Rechte und Pflichten der Abgeordneten
Die Mitglieder des House of Assembly orientieren sich an den „Regeln des Repräsentantenhauses“, die wie folgt lauten:
- Die Geschäftsordnung des Hauses (The Standing Orders of the House)
- Befugnisse und Privilegien (Powers and Privileges)
- Die Verfassung der Turks- und Caicosinseln (The Constitution of the Turks and Caicos Islands).

## Veröffentlichungen
Das Parlament gibt eine Reihe von Veröffentlichungen heraus wie zum Beispiel die Tagesordnungen (Order Papers) und (Minutes), Stellungnahmen von Ministern (Ministerial Statements), Gesetzesentwürfe (Bills), Berichte (Reports), Verfassungsordnung (Constitution Orders), Geschäftsordnungen (Standing Orders) sowie andere Publikationen.

## Nationales Jugendparlament(National Youth Parliament)
Das Nationale Jugendparlament der Turks- und Caicosinseln TCINYP (National Youth Parliament) ist eine überparteiliche Initiative mit dem Ziel, Jugendlichen aus allen Turks- und Caicosinseln ein Forum zu bieten, in dem sie ihre Ansichten äußern, sich vernetzen und über wichtige Themen im House of Assembly der Turks- und Caicosinseln diskutieren können. Das TCINYP verbindet junge Menschen mit lokalen, nationalen und internationalen Entscheidungsstrukturen, um ihnen die Möglichkeit zu geben, Einfluss zu nehmen und eine Verbindung zu Demokratie und Politik herzustellen. Das House of Assembly unterstützt Führung und aktive Bürgerschaft, indem es jungen Menschen dabei hilft, Einfluss auf die Themen zu nehmen, die ihnen in demokratischen Aktivitäten am Herzen liegen. Das TCINYP setzt sich dafür ein, junge Menschen dabei zu unterstützen, am politischen Leben teilzunehmen, den demokratischen Prozess zu verstehen und ihre Rechte als junge Menschen zu verstehen.